# Андреевский (Степновский район)
Андреевский — упразднённый хутор в Степновском районе Ставропольского края, входил в состав Степновского сельсовета:26.

## География
Хутор Андреевский располагался в юго-восточной части края, вблизи 2-го Сухопадинского канала, в 5 км от посёлка Верхнестепного:25 и в 12 км от районного центра — села Степного:26.

## История
Хутор основан в 1896 году:44. В соответствии с десятивёрстной картой Ставропольской губернии 1896 года и составленным к ней алфавитным списком владельцев частных земель, земля, на которой возник хутор Андреевский, принадлежала тайному советнику Валериану Алексеевичу Андрееву и относилась к Александровскому уезду:2.
В «Списках населенных мест Ставропольской губернии (по данным 1909 года)» имеются сведения о хуторе Андреевском в составе 3-го стана Прасковейского уезда, находившемся в 7 верстах от волостного села Степного, на балке Сухая Падина. Согласно тому же источнику, в хуторе проживало 350 человек (150 мужчин, 200 женщин) в 30 дворах, были молитвенный дом и школа:132. В «Справочнике по Ставропольской епархии» Н. Т. Михайлова, изданном в 1911 году, упоминается хутор Андреевский, относившийся к приходу села Степного Прасковейского уезда и населённый баптистами:150. В памятных книжках Ставропольской губернии 1910—1916 гг. — частновладельческий посёлок Андреевский в составе Прасковейского, затем — Святокрестовского уездов. В списке населённых мест на 1916 год — хутор Андреевский Степновской волости Святокрестовского уезда:212. В адрес-календаре Ставропольской губернии на 1919 год значатся Андреевское одноклассное начальное училище (заведующий Самсон Филиппович Швецов) и Андреевская община христиан-баптистов евангельского исповедания (наставник Антон Фоменко) в посёлке Андреевском Прасковейского (Святокрестовского) уезда.
С 1924 года хутор Андреевский входил в состав Степновского района Терского округа Северо-Кавказского края, в административном отношении подчинялся Соломенскому сельсовету. В 1925 году передан из Соломенского в Степновский сельсовет. В указанном году в Андреевском было 44 двора и 306 жителей (146 мужчин, 160 женщин); работали начальная школа и мельница:366—367. По переписи 1926 года хутор насчитывал 55 дворов с 420 жителями (206 мужчин, 214 женщин):44, из которых 362 — украинцы, 43 — великороссы, 15 — прочие:325.
Постановлением президиума Терского окружного исполкома от 28 сентября 1925 года образован Андреевский сельсовет с центром в хуторе Андреевском, начавший функционировать с 1 января 1926 года. На 1 января 1927 года сельсовет включал 6 хуторов: Андреевский, Бабанинский, Ново-Киевский, Ново-Таврический, Ново-Терский и Суркучанский:44. Численность населения — 1642 человека, дворов — 318. Преобладающая народность — малороссы:71. В 1929—1935 и 1958—1972 гг. Андреевский сельсовет со всеми населёнными пунктами входил в состав Воронцово-Александровского (с 1963 — Советского) района. С 1961 года сельсовет находился на территории центральной усадьбы племсовхоза «Восток».
В 1930-х годах была образована сельскохозяйственная артель (колхоз) им. Сталина, располагавшаяся на землях хуторов Андреевского и Киевского. В 1955 году упомянутое хозяйство присоединилось к колхозу им. Будённого (с 1957 — колхоз «Степной») с центральной усадьбой в селе Степном.
На топографической карте Генштаба Красной армии издания 1942 года для Андреевского указана численность населения 451 человек. С августа 1942 года хутор находился в оккупации. Освобождён 6 января 1943 года.
На 1 марта 1966 года хутор Андреевский входил в состав Андреевского сельсовета Ставропольского края, административным центром которого теперь являлся посёлок Центральная усадьба племзавода «Восток» (с 1972 — Верхнестепной):25. Решением Ставропольского крайисполкома от 5 апреля 1972 года сельсовет переименован в Верхнестепновский. На 1 января 1983 года Андреевский числился в составе Степновского сельсовета с центром в селе Степном:26. В соответствии с картой Генштаба издания 1985 года, население хутора составляло около 70 человек.
Постановлением губернатора Ставропольского края от 6 октября 1997 года № 637 хутор Андреевский исключён из учётных данных в связи с переселением жителей в другие населённые пункты.